# Carsia imbutata
Carsia imbutata är en fjärilsart som beskrevs av Jacob Hübner 1809/13. Carsia imbutata ingår i släktet Carsia och familjen mätare. Inga underarter finns listade i Catalogue of Life.